# موریس کلاین
موریس کلاین (به انگلیسی: Morris Kline) پروفسور ریاضیات، نویسندهٔ تاریخ ریاضیات، فلسفهٔ ریاضیات و موضوعات نظیر ریاضیات بوده است.
سخن معروفی از موریس کلاین:
«ریاضیات عالی‌ترین دستاورد فکری و اصلی‌ترین ابداع ذهن آدمی است. موسیقی می‌تواند روح را برانگیزد یا آرام سازد، نقاشی می‌تواند چشم‌نواز باشد، شعر می‌تواند عواطف را تحریک کند، فلسفه می‌تواند ذهن را قانع سازد و مهندسی می‌تواند زندگی مادی آدمی را بهبود بخشد. امّا ریاضیات همهٔ این‌ها را باهم عرضه می‌کند.» موریس کلاین 